# Nada Hafez
Nada Muhammad Hafez Ahmad Atawia (in arabo ندى محمد حافظ أحمد عطاوية‎?; Il Cairo, 28 agosto 1997) è una schermitrice egiziana.

## Carriera
In gioventù ha praticato il nuoto e la ginnastica, ma poi Hafez all'età di undici anni ha iniziato a tirare di scherma insieme ad un'amica. È specializzata nella sciabola e combatte con la mano destra.
Il suo primo successo internazionale è stato vincere la medaglia di bronzo ai Campionati africani del 2014 al Cairo, oltre alla medaglia d'argento in squadra. L'anno successivo con la squadra egiziana ha vinto nuovamente l'argento. Nel 2016 con la squadra ha ottenuto il bronzo ai campionati continentali di Algeri; pochi giorni dopo, a soli 18 anni, ha vinto il torneo continentale di qualificazione per i Giochi olimpici di Rio de Janeiro 2016, dove ha perso al primo turno contro l'esperta venezuelana Alejandra Benítez (11-15). Nel 2018 ha preso parte alla sua prima ed unica partecipazione individuale ai Campionati del Mondo di scherma a Wuxi, dove Hafez è stata nettamente battuta da Jana Yegorjan (6-15) al primo turno.
Hafez ha poi vinto il torneo africano di qualificazione per i Giochi Olimpici di Tokyo 2020, dove è stata battuta (4-15) al primo turno dalla sudcoreana Kim Ji-yeon, già campionessa olimpica a Londra 2012.
Nella stagione 2022, Nada Hafez ha vinto nuovamente una medaglia d'argento nell'individuale e una medaglia di bronzo con la squadra ai Campionati africani di Casablanca, seguiti dai Campionati del mondo al Cairo, dove Hafez ha gareggiato solo nella competizione a squadre, sconfitta dalla squadra cinese (28-45) al primo turno. Nel 2023 ha vinto la sua prima medaglia d'oro a squadre ai Campionati africani, dove ha sconfitto di misura le algerine (45-44) in finale e si è così assicurata il suo primo titolo a livello continentale.
Ha gareggiato alle Olimpiadi di Parigi 2024, dove ha battuto al primo turno la statunitense Elizabeth Tartakovsky 15-13, prima di perdere 15-7 contro la sudcoreana Jeon Ha-young: solo allora ha rivelato di essere incinta di sette mesi.

## Vita privata
Hafez è stata campionessa nazionale egiziana di ginnastica. Ha frequentato l'Università del Cairo, dove ha conseguito una laurea in medicina nel 2022, per poi lavorare come patologa clinica.